# Екатерининский сквер (Москва)
Екатери́нинский сквер — сквер, расположенный в Мещанском районе Москвы, между улицами Дурова, Делегатской и Самотёчной.

## Описание
Находится в непосредственной близости от Екатерининского парка, Суворовской площади и Новоекатерининского сквера.

## История
Создан приблизительно в 1879 году на месте двух прудов на реке Самотёка. Назван по расположению вблизи Суворовской площади, носившей ранее название Екатерининская площадь. До конца XIX века считался частью Екатерининского парка. В 2006 году сквер реконструировали и в нём был установлен памятник воинам, отстоявшим мир и свободу в борьбе с фашизмом, автор — скульптор Игорь Козлов.